# Karl Smolle

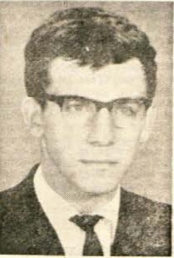
Karl Smolle (1968)

Karl Smolle, auch Karel Smolle (* 2. September 1944 in Klagenfurt) ist ein österreichischer Politiker, ehemaliger Abgeordneter zum österreichischen Nationalrat und Gerichtsdolmetscher.
Smolle gründete 1960 gemeinsam mit Florjan Lipuš und Erich Prunč in Klagenfurt das Literaturmagazin mladje. Im Jahr 1965 brachte er seinen einzigen Gedichtband heraus, um sich danach der Politik zuzuwenden. Bekannt wurde Smolle vor allem durch die Vertretung der Interessen der Kärntner Slowenen, u. a. als Obmann des Rats der Kärntner Slowenen (NSKS).
Er vertrat die Grünen vom 17. Dezember 1986 bis 4. November 1990 sowie das Liberale Forum vom 2. Juni 1998 bis 28. Oktober 1999 im Nationalrat. Er ist ehemaliger Honorarkonsul der Republik Slowenien in Österreich.